# Beuveille
Beuveille ist eine französische Gemeinde mit 780 Einwohnern (Stand 1. Januar 2022) im Département Meurthe-et-Moselle in der Region Grand Est (bis 2015 Lothringen). Sie gehört zum Arrondissement Val-de-Briey und ist Mitglied im Gemeindeverband Communauté de communes Terre Lorraine du Longuyonnais. Die Bewohner werden Chabas genannt.

## Geografie
Die Gemeinde Beuveille liegt an der Crusnes, einem Nebenfluss der Chiers, südöstlich von Longuyon und südlich von Longwy.
Umgeben wird Beuveille von den sieben Nachbargemeinden:
| Viviers-sur-Chiers  | Montigny-sur-Chiers                         | Ugny                  |
| Longuyon            | Kompassrose, die auf Nachbargemeinden zeigt | Doncourt-lès-Longuyon |
| Arrancy-sur-Crusnes |                                             | Pierrepont            |

## Geschichte
Zu Beginn des Ersten Weltkriegs hatte der Kronprinz Wilhelm von Preußen während der Schlacht bei Longwy seinen Gefechtsstand in Beuveille. Nach dem Angriff auf Verdun bezog das Sturm-Bataillon unter dem Kommandeur Willy Rohr dort bis 1918 Quartier.

## Bevölkerungsentwicklung
| Beuveille: Einwohnerzahlen von 1793 bis 2021                                                                               | Beuveille: Einwohnerzahlen von 1793 bis 2021 | Beuveille: Einwohnerzahlen von 1793 bis 2021 | Beuveille: Einwohnerzahlen von 1793 bis 2021 | Beuveille: Einwohnerzahlen von 1793 bis 2021 |
| --- | -------------------------------------------- | -------------------------------------------- | -------------------------------------------- | -------------------------------------------- |
| Jahr |                                              |                                              |                                              | Einwohner                                    |
| 1793 | 1793                                         |                                              | 528                                          | 528                                          |
| 1800 | 1800                                         |                                              | 548                                          | 548                                          |
| 1806 | 1806                                         |                                              | 581                                          | 581                                          |
| 1821 | 1821                                         |                                              | 747                                          | 747                                          |
| 1836 | 1836                                         |                                              | 872                                          | 872                                          |
| 1841 | 1841                                         |                                              | 869                                          | 869                                          |
| 1861 | 1861                                         |                                              | 888                                          | 888                                          |
| 1866 | 1866                                         |                                              | 894                                          | 894                                          |
| 1872 | 1872                                         |                                              | 864                                          | 864                                          |
| 1876 | 1876                                         |                                              | 835                                          | 835                                          |
| 1881 | 1881                                         |                                              | 886                                          | 886                                          |
| 1886 | 1886                                         |                                              | 865                                          | 865                                          |
| 1891 | 1891                                         |                                              | 756                                          | 756                                          |
| 1896 | 1896                                         |                                              | 780                                          | 780                                          |
| 1901 | 1901                                         |                                              | 722                                          | 722                                          |
| 1906 | 1906                                         |                                              | 677                                          | 677                                          |
| 1911 | 1911                                         |                                              | 700                                          | 700                                          |
| 1921 | 1921                                         |                                              | 562                                          | 562                                          |
| 1926 | 1926                                         |                                              | 601                                          | 601                                          |
| 1931 | 1931                                         |                                              | 585                                          | 585                                          |
| 1936 | 1936                                         |                                              | 642                                          | 642                                          |
| 1946 | 1946                                         |                                              | 458                                          | 458                                          |
| 1954 | 1954                                         |                                              | 495                                          | 495                                          |
| 1962 | 1962                                         |                                              | 526                                          | 526                                          |
| 1968 | 1968                                         |                                              | 773                                          | 773                                          |
| 1975 | 1975                                         |                                              | 667                                          | 667                                          |
| 1982 | 1982                                         |                                              | 586                                          | 586                                          |
| 1990 | 1990                                         |                                              | 560                                          | 560                                          |
| 1999 | 1999                                         |                                              | 519                                          | 519                                          |
| 2006 | 2006                                         |                                              | 602                                          | 602                                          |
| 2013 | 2013                                         |                                              | 785                                          | 785                                          |
| 2021 | 2021                                         |                                              | 773                                          | 773                                          |
| Quelle(n): EHESS/Cassini bis 1999, INSEE ab 2006 Anmerkung(en): Ab 1962 offizielle Zahlen ohne Einwohner mit Zweitwohnsitz |                                              |                                              |                                              |                                              |

## Sehenswürdigkeiten
- Pfarrkirche Saint-Rémy, errichtet 1763, umgestaltet im 19. Jahrhundert; sie birgt zahlreiche Ausstattungsgegenstände, die in der Base Palissy gelistet sind, darunter eine große Anzahl, die als Monument historique der beweglichen Objekte klassifiziert sind.
- Kapelle Rachon aus dem frühen 19. Jahrhundert

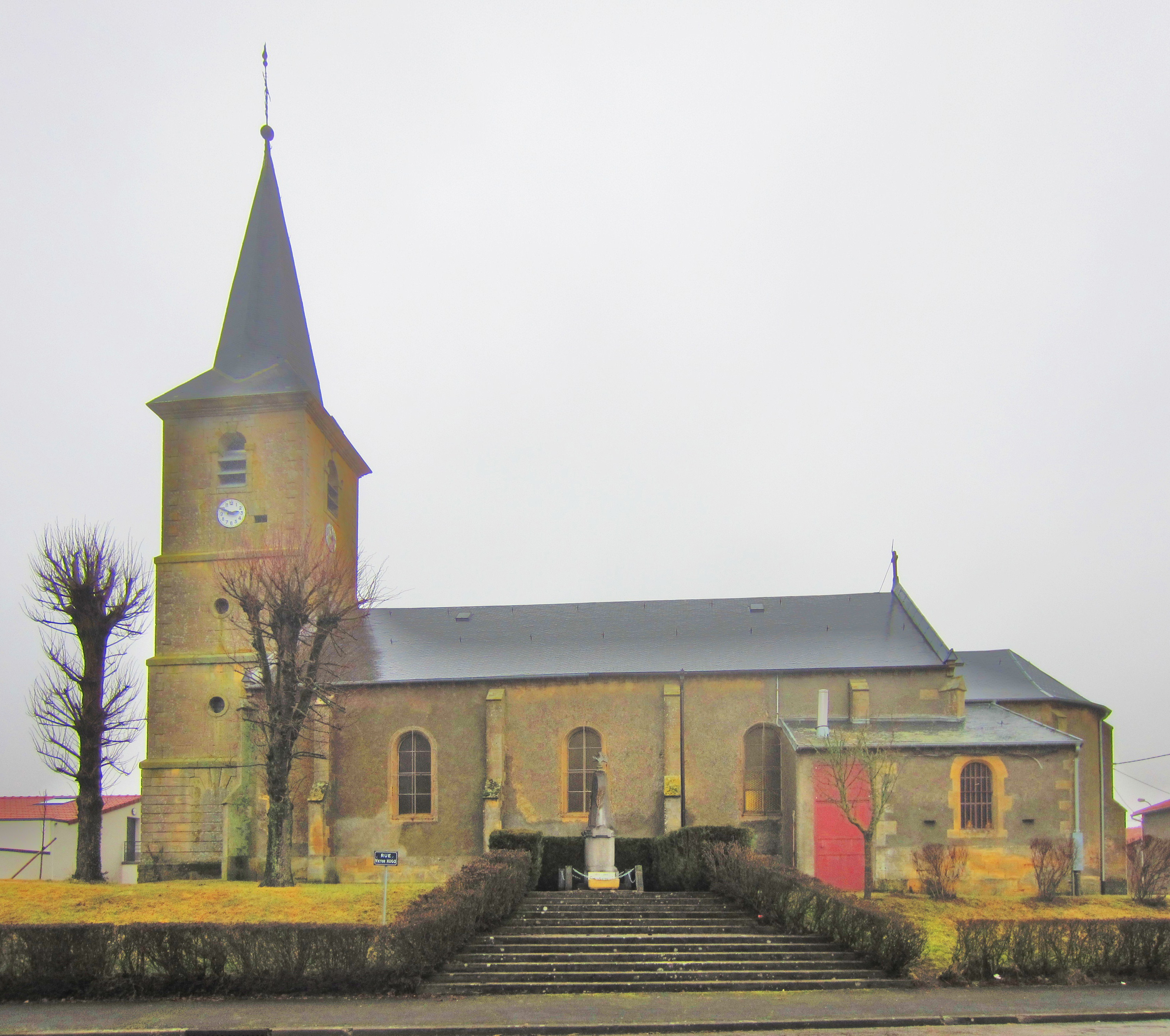
Pfarrkirche Saint-Rémy
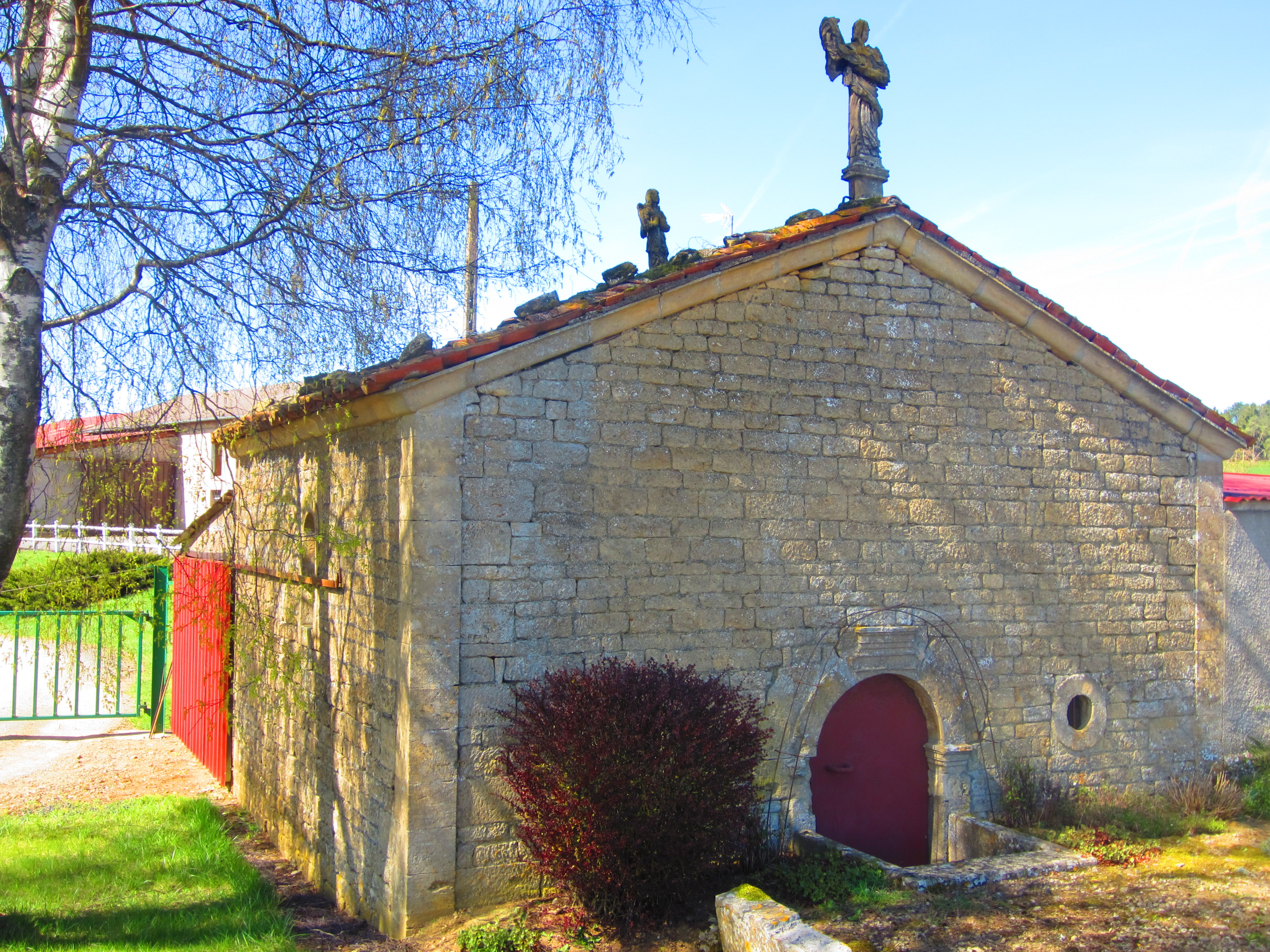
Kapelle Rachon